# Oberdahl
Oberdahl ist ein Ort und Stadtteil von Radevormwald im Oberbergischen Kreis im nordrhein-westfälischen Regierungsbezirk Köln in Deutschland.

## Lage und Beschreibung
Der Ort liegt unmittelbar an der Stadtgrenze zu Wuppertal und ist von der Ortschaft Dahlerau aus über die Wülfingsstraße erreichbar. Die benachbarten Ortschaften sind Kotthausen (Wuppertal), und Niederdahl. Oberdahl kann noch auf Grund seiner Lage zu den Radevormwalder Wupperortschaften gezählt werden.

## Geschichte
1547 wurde der Ort das erste Mal urkundlich erwähnt und zwar "In den Listen der bergischen Spann- und Schüppendienste ist Bouverdall ausgeführt." Die Schreibweise der Erstnennung war Bouverdall. Zu dieser Zeit gehörte Oberdahl zur Honschaft Walbrecken im Kirchspiel Lüttringhausen des Amtes Beyenburg, der weitere 15 umliegende Höfe angehörten.
1815/16 lebten 62 Einwohner im Ort. 1832 war Oberdahl weiterhin Teil der Honschaft Walbrecken, die nun der Bürgermeisterei Lüttringhausen angehörte. Der laut der Statistik und Topographie des Regierungsbezirks Düsseldorf als Weiler bezeichnete Ort besaß zu dieser Zeit sieben Wohnhäuser, sieben landwirtschaftliche Gebäude und eine Fabrikationsstätte. Zu dieser Zeit lebten 76 Einwohner im Ort, fünf katholischen und 71 evangelischen Glaubens. Im Gemeindelexikon für die Provinz Rheinland von 1888 werden neun Wohnhäuser mit 120 Einwohnern angegeben.
1898 wird die Ortschaft Oberdahl der Kirchengemeinde Dahlerau zugeteilt. Lüttringhausens wurde bei einer Kommunalgebietsreform 1929 teilweise nach Remscheid, Barmen-Elberfeld und Radevormwald eingemeindet, Oberdahl kam zu Radevormwald. Im Stadtrat wird Oberdahl durch den direkt gewählten Kandidaten des Wahlbezirk 15 vertreten.
1994 wurde in Oberdahl die erste Windenergieanlage (eine Enercon E-40) auf dem Gemeindegebiet der Stadt Radevormwald errichtet.

## Einwohnerentwicklung
Die Statistik der lutherischen Gemeinde Lüttringhausen berichtet im Jahr 1798 von 34 Einwohnern. In einer 1836 veröffentlichten Einwohnerstatistik des Département Rhein, Bezirk Elberfeld, Kanton Lennep, Munizipalität Lüttringhausen sind es dann schon 76 Einwohner. Eine Tabelle in einem Aufsatz von Romerike Berge (Heft 1, 2005) auf Seite 23 führt im Zusammenhang mit Oberdahl 7 Häuser als Weiler auf.

## Wander- und Radwege
- Die Hauptwanderstrecke X7 (Residenzenweg) des SGV verläuft durch Oberdahl. Hinter Dahlhausen folgt der Weg zunächst dem Verlauf der Wupper, bevor er bergauf zur Ortschaft Oberdahl geht.
- Wanderweg "Rund um Wuppertal"
- Jakobus Pilgerweg (Jakobsweg)
- Wuppertaler Ortsrundwanderweg A2

## ÖPNV
Seit Ende 2004 wird Oberdahl nicht mehr durch die Bürgerbus-Linie 4 ("Der Remlingrader") an den ÖPNV angeschlossen.

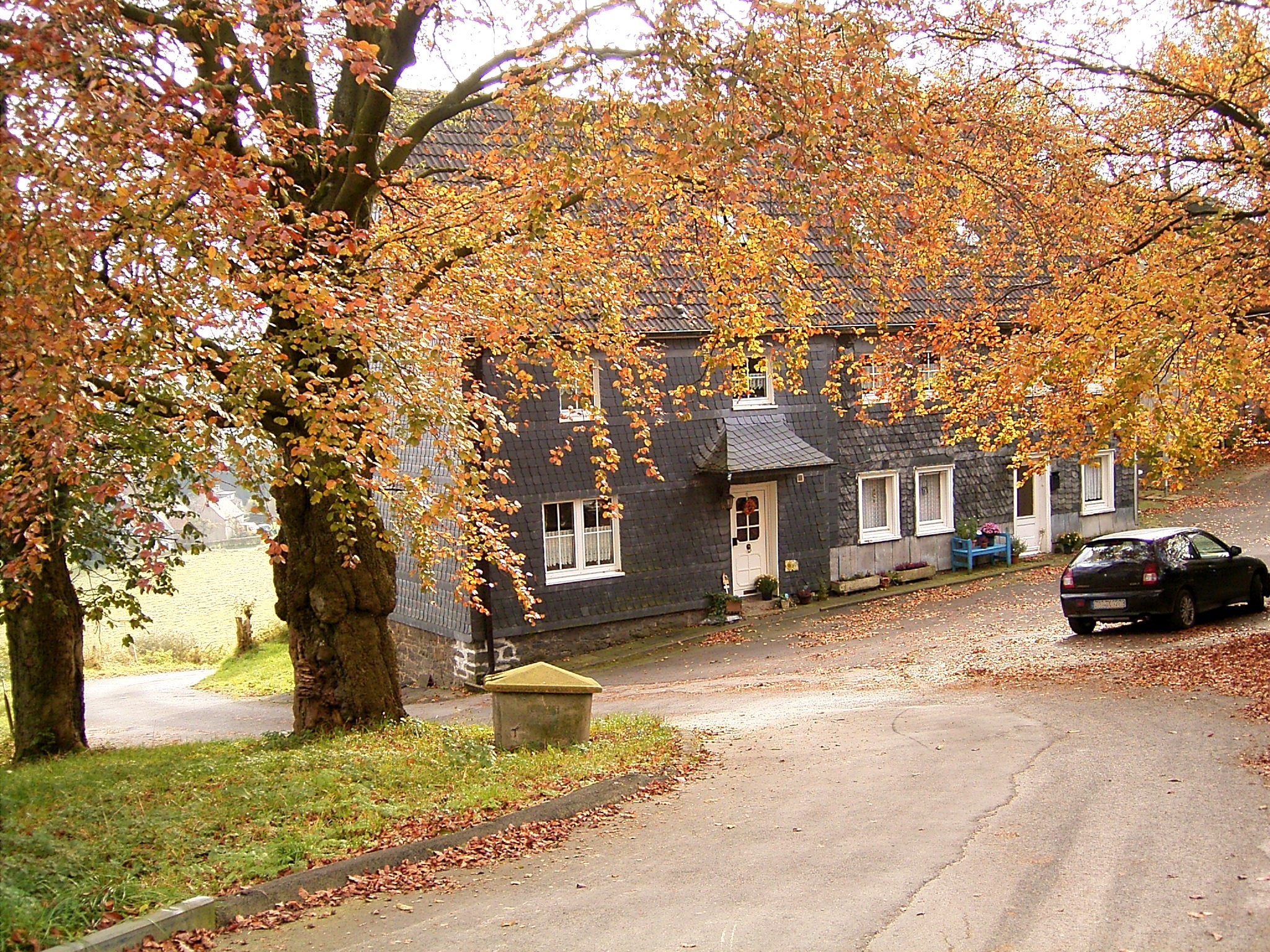
Markante Ortsdurchfahrt von Oberdahl
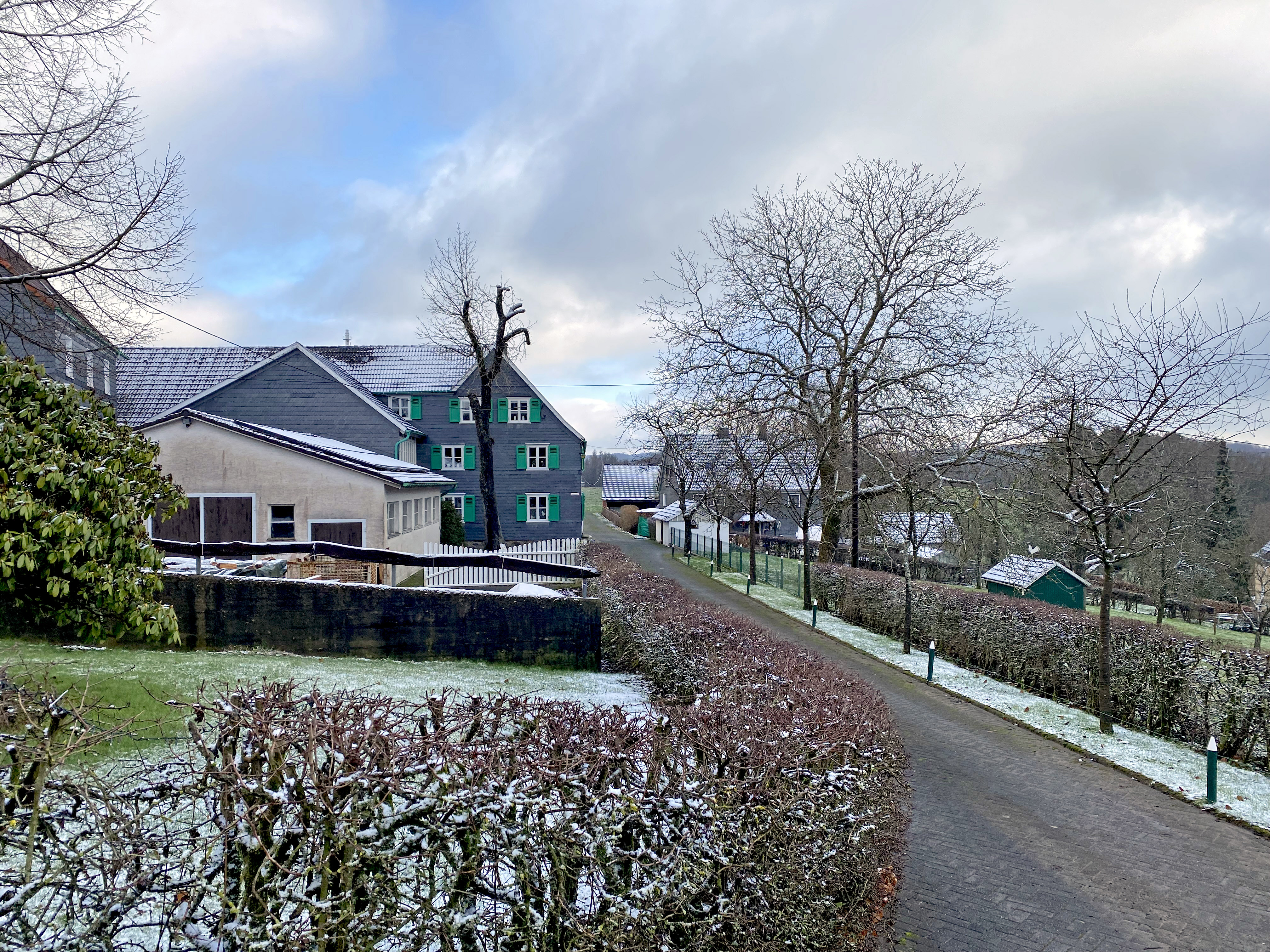
Schieferhäuser
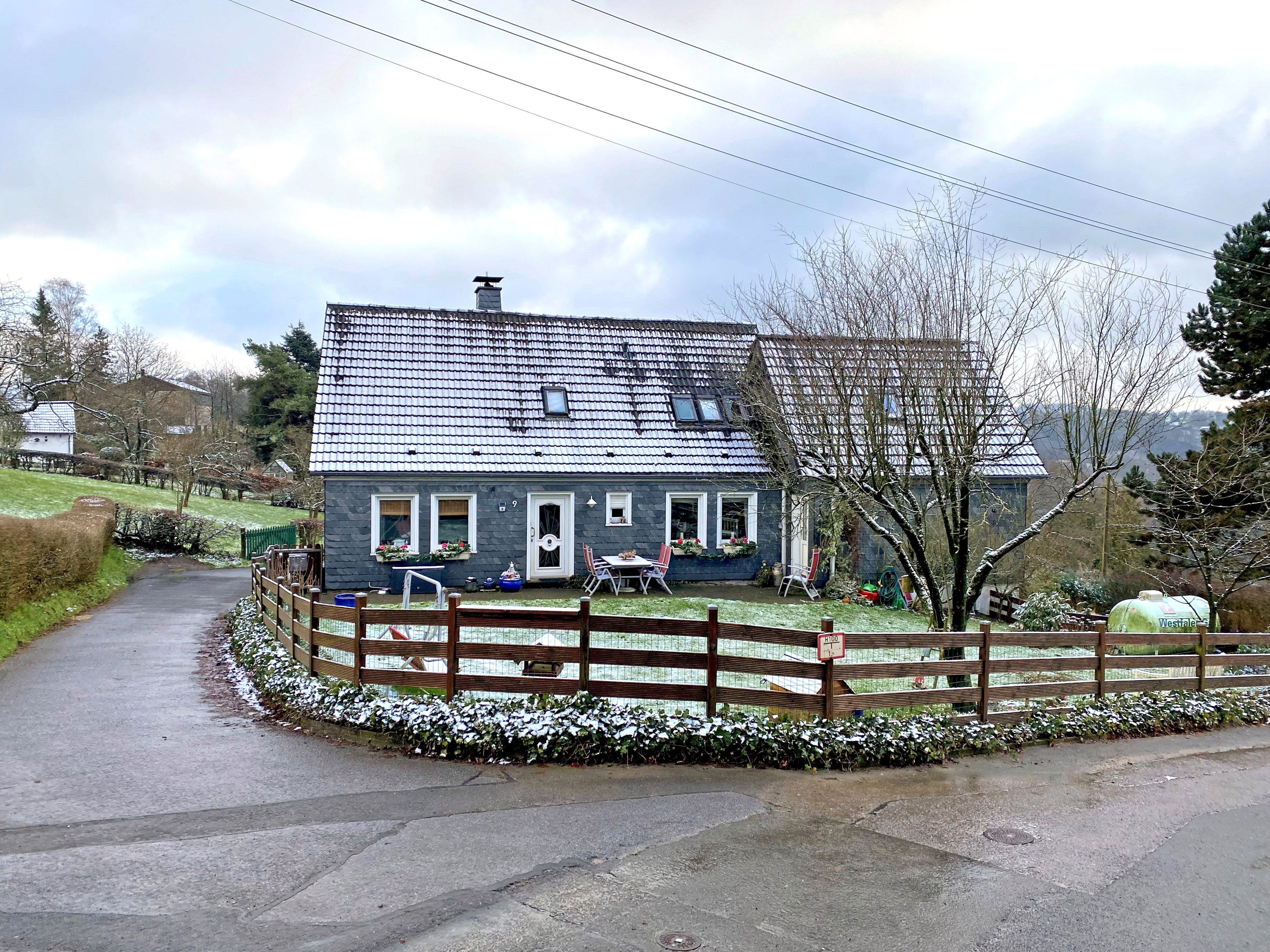
Schieferhaus
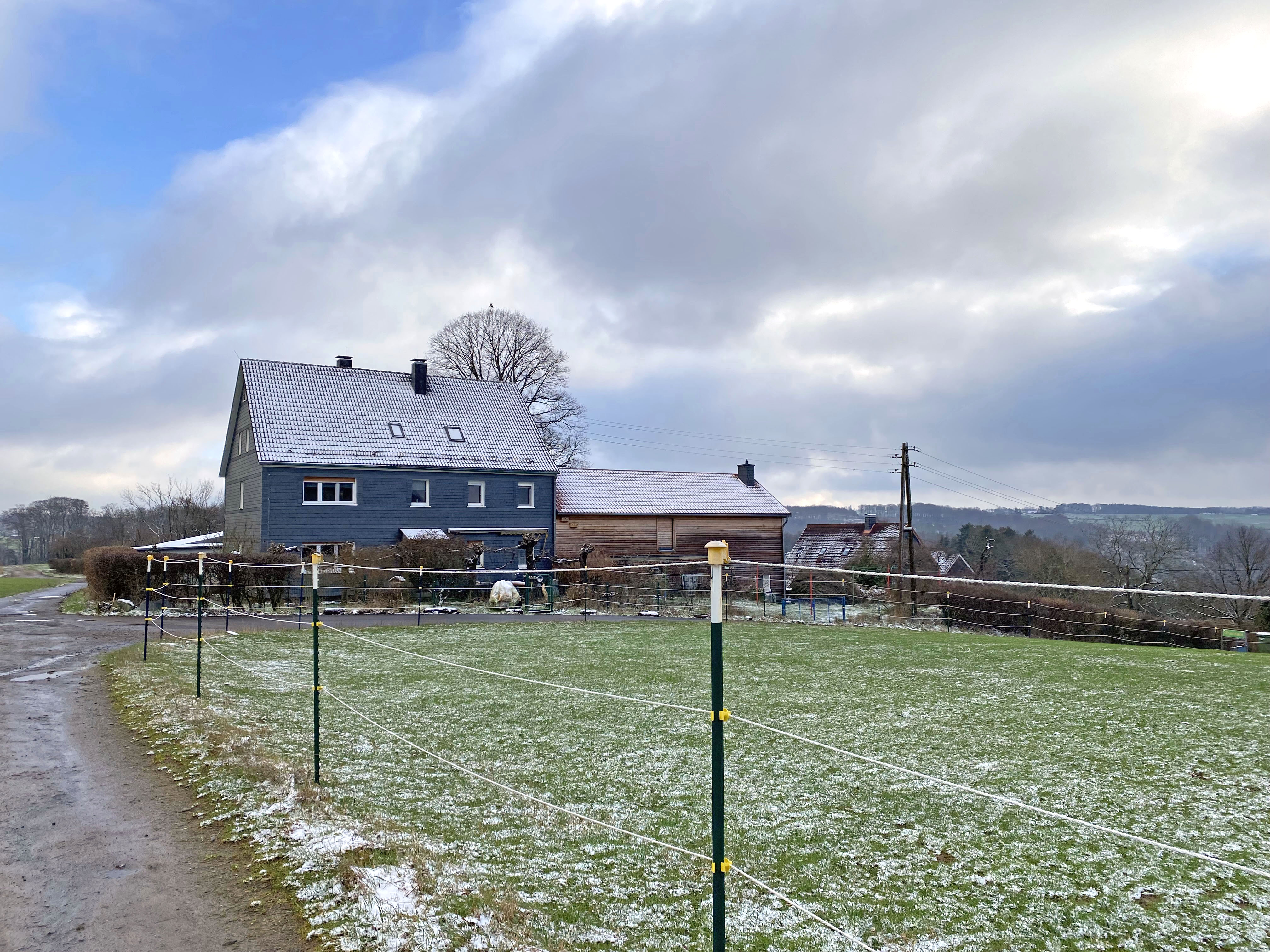
Hof am nördl. Ortsrand (Grenze zu Wuppertal)
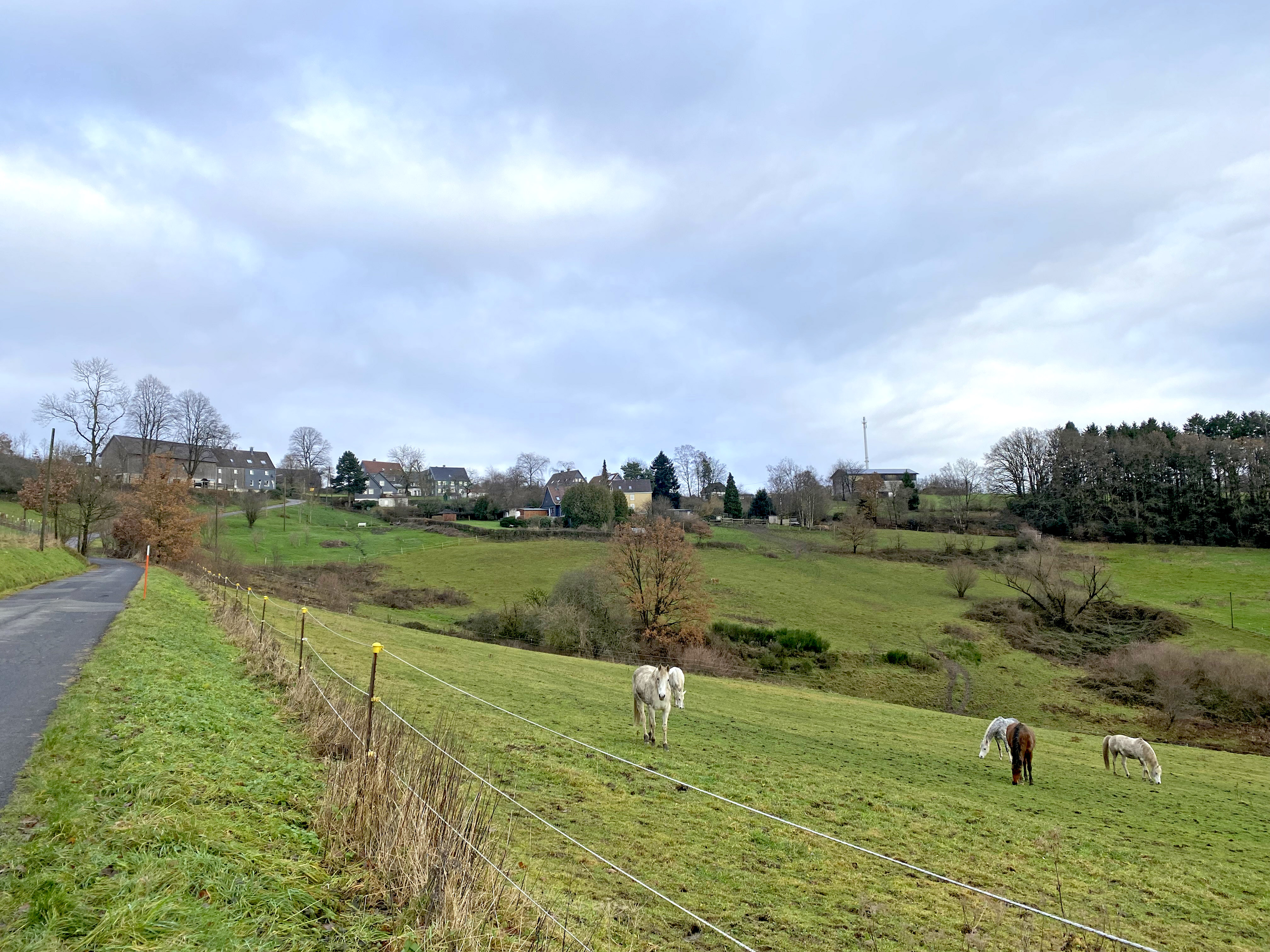
Oberdahl aus südl. Richtung
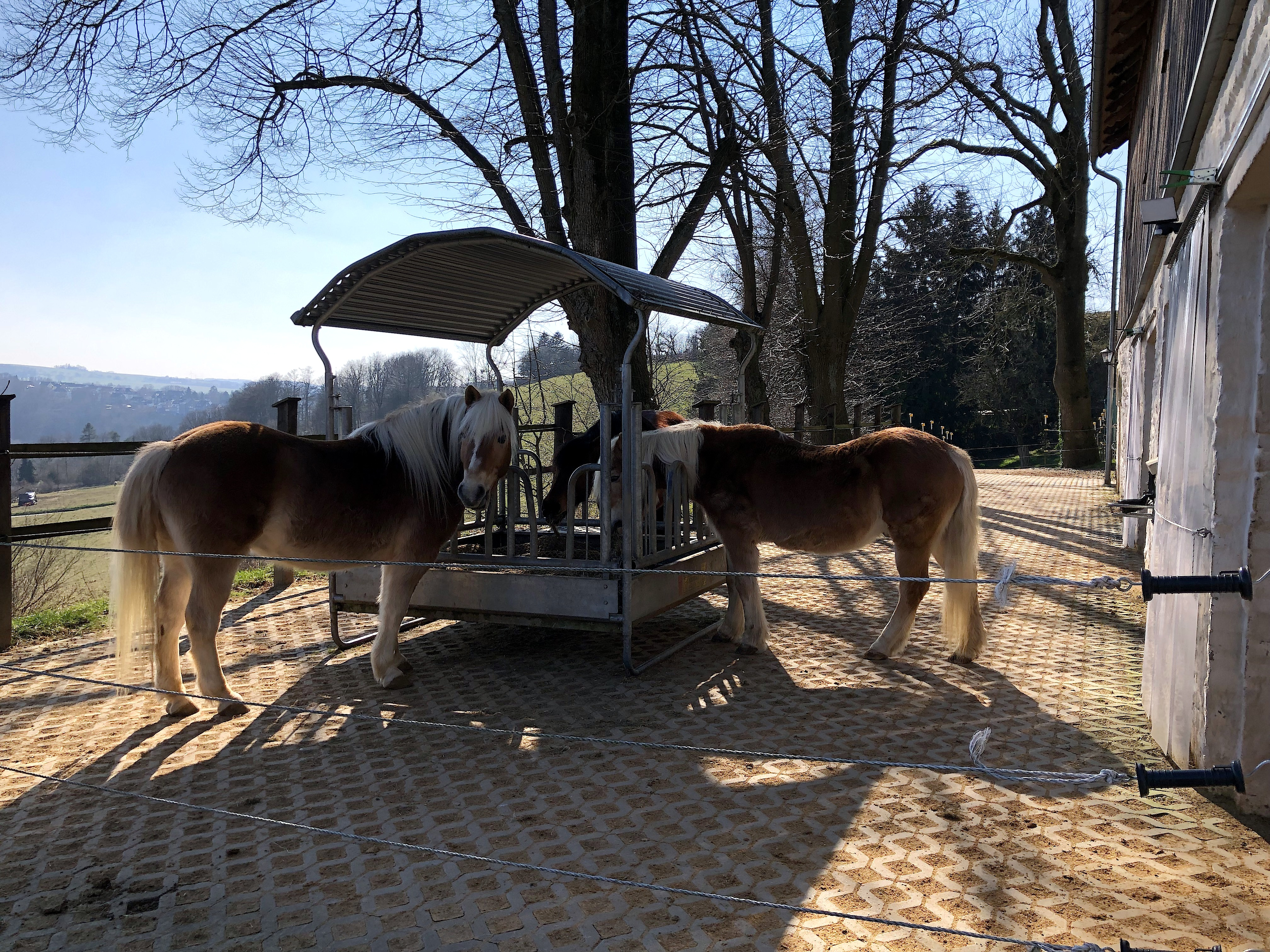
Hof in Oberdahl